# Liotia microgrammata
Liotia microgrammata är en snäckart som beskrevs av Dall 1927. Liotia microgrammata ingår i släktet Liotia och familjen turbinsnäckor. Inga underarter finns listade i Catalogue of Life.